# Aplonobia anisa
Aplonobia anisa är en spindeldjursart som beskrevs av Pritchard och Baker 1955. Aplonobia anisa ingår i släktet Aplonobia och familjen Tetranychidae. Inga underarter finns listade i Catalogue of Life.